# Valeyres-sous-Rances
Valeyres-sous-Rances (toponimo francese) è un comune svizzero di 625 abitanti del Canton Vaud, nel distretto del Jura-Nord vaudois.

## Monumenti e luoghi d'interesse

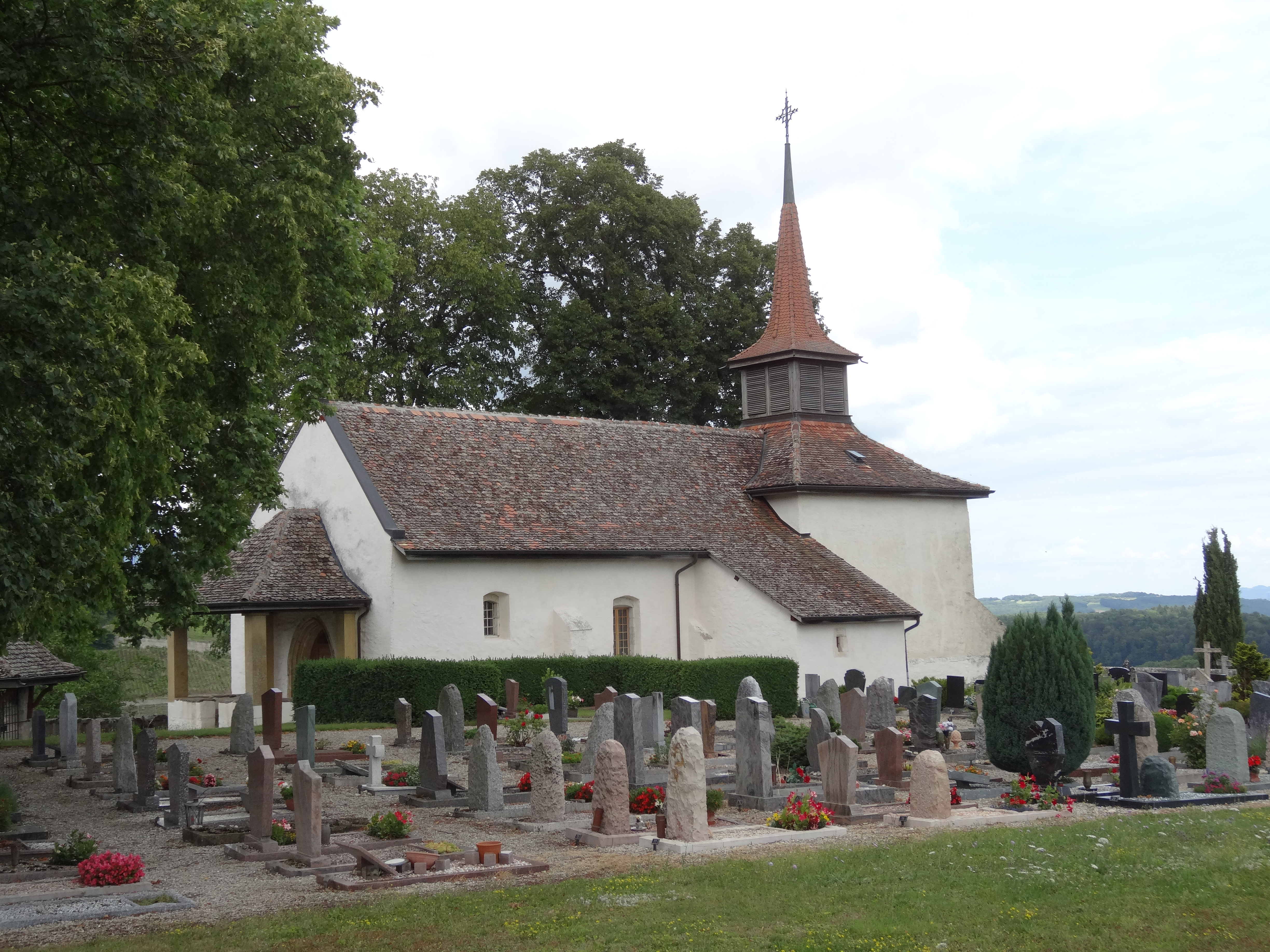
La chiesa di San Giacomo Maggiore

- Chiesa riformata di San Giacomo Maggiore, eretta nell'XI-XII secolo e ricostruita nel XV secolo[1].

## Società

### Evoluzione demografica
L'evoluzione demografica è riportata nella seguente tabella:
Abitanti censiti

## Amministrazione
Ogni famiglia originaria del luogo fa parte del cosiddetto comune patriziale e ha la responsabilità della manutenzione di ogni bene ricadente all'interno dei confini del comune.